# 館林市立第六小学校
館林市立第六小学校（たてばやししりつ だいろくしょうがっこう）は、群馬県館林市に所在する公立小学校。

## 学区
- 新宿一丁目の一部[1]
- 新宿二丁目
- 緑町一丁目
- 小桑原町
- 富士原町の一部
- 青柳町
- 諏訪町
- 富士見町の一部